# 濱田恵理子
濱田 恵理子（はまだ えりこ、1988年6月14日 - ）は日本で活動するミュージカル俳優および元バレエダンサーである。大阪府出身。劇団四季所属。

## 来歴
法村友井バレエ学校でクラシックバレエを始め、樟蔭高等学校卒業後はバレエダンサーとして活動していた。2008年に劇団四季研究所に入所し劇団四季へ移籍した。10月19日に開幕したむかしむかしゾウがきた京都公演のアンサンブル役が四季での初舞台出演となった。

## 主な出演作品
- むかしむかしゾウがきた（2008年アンサンブル）
- ミュージカル李香蘭（2009年アンサンブル）
- 夢から醒めた夢（2009年アンサンブル2枠）
- アイーダ（2009年アンサンブル7枠）
- 人間になりたがった猫（2010年アンサンブル7枠）

※括弧内の年は初出演年